# Исторические алмазы и бриллианты
Особо крупные или исторически известные драгоценные камни традиционно получают собственные имена (в европейской традиции имена получали бриллианты весом более 10 карат). Данная статья — список алмазов и бриллиантов с названиями.

## Список в порядке уменьшения массы добытого алмаза
- «Сержиу» — крупнейший в мире обнаруженный алмаз массой до 3167,5 карат (633,5 г), относящийся к неювелирному типу непрозрачных чёрных пористых алмазов карбонадо. Найден в Бразилии в 1895 году. Был разбит на мелкие части для использования в промышленных алмазных свёрлах для бурения.
- «Куллинан» (3106 кар) — крупнейший ювелирный алмаз, найденный в Южной Африке в 1905 году и названный именем южноафриканского магната алмазодобывающей промышленности. Расколот на 105 частей. Крупнейший осколок (Куллинан-I) назван «Большая Звезда Африки» (или «Звезда Африки»), весит 530,2 карата, огранён фирмой «Ашер» в Амстердаме в 1908 году. Украшает скипетр английского короля Эдуарда VII, хранящийся в сокровищнице лондонского Тауэра. Куллинан-VI (63,6 карат) находится также в Тауэре — в короне королевы Марии (укреплён так, что его можно извлекать и носить отдельно как брошь). В королевской короне Англии также находится Куллинан-II. Общая масса девяти крупных бриллиантов, полученных из алмаза, составляет 1055,9 карат.

- Неназванный алмаз (2492 кар) — необработанный камень был найден канадской компанией Lucara Diamond Corporation на руднике Карове на северо-востоке Ботсваны в 2024 году[2][3].
- «Севело[англ.]» (1758 кар) — найден в 2019 году в Ботсване на руднике Карове. Является промышленным алмазом с отдельными участками ювелирного качества[4].
- «Наш свет» (тсвана Lesedi la Rona) (1109 кар) — найден канадской компанией Lucara Diamond Corporation в Ботсване, о чём компания объявила 18 ноября 2015 года. Размеры находки составляют 65х56х40 мм[5][6].
- Алмаз из Ботсваны (1098 кар) — пока не имеющий собственного названия алмаз размером 73х52х27 мм, найденный 1 июня 2021 года в Ботсване в карьере Джваненг компании Debswana[7][8].
- «Эксельсиор» (995,2 кар) — Южная Африка, 1893 г. Изготовлен 21 бриллиант, крупнейший — 69,8 кар.
- «Звезда Сьерра-Леоне» (968,9 кар) — Западная Африка, 1972 год. Изготовлено 17 бриллиантов, крупнейший — 153,96 кар.
- «Легенда Лесото» (910 кар) — обнаружен британской алмазодобывающей компанией Gem Diamonds Ltd в начале 2018 года на своём руднике Летсенг в Лесото. Продан 12 марта 2018 года за 40 млн долларов на аукционе в Антверпене[9][10].
- «Созвездие» — алмаз массой 813 карат, найденный канадской компанией Lucara Diamond Corporation в Ботсване. О находке компания объявила 19 ноября 2015 года[11].
- «Великий Могол» (787 кар) — Индия, XVII в. Изготовлен бриллиант массой 279 кар.
- «Река Уойе» (Войе-Ривер, «Алмаз Победы») (770 кар) — Западная Африка, 1945 г. Изготовлено 30 бриллиантов, крупнейший — 31,35 кар.
- «Президент Варгас» (726,6 кар) — Бразилия, 1938 г. Изготовлено 29 бриллиантов, крупнейший — 48,26 кар.
- «Джонкер» (Йонкер) (726 кар) — Южная Африка, 1934 г. Изготовлено 12 бриллиантов, крупнейший — 125,65 кар. Общая масса бриллиантов 370,87 кар.
- Алмаз пастора Эмануэля Момо[англ.] (709 кар) — Сьерра-Леоне, 2017 год.
- «Юбилейный» (Юбилей) (650,8 кар) — Южная Африка, 1895 г. Изготовлено 2 бриллианта, крупнейший — 245,3 кар.
- «Сефаду[англ.]» (620 кар) — Сьерра-Леоне, 1970 год. Не огранён.
- «Безымянный» (Дютойтспен) (616 кар) — Южная Африка, 1974 г. Не огранён.
- «Обещание Лесото» (англ. Lesotho Promise) (603 кар) — Лесото, 2006 год. Изготовлено 26 бриллиантов, самый крупный — 75 карат. Общая масса полученных бриллиантов равна 224 каратам.
- «Баумгольд» (609,25 кар) — Южная Африка, 1922 г. Изготовлено 14 бриллиантов, крупнейший — 50 кар.
- «Лесото Браун» (601,25 кар) — Лесото, 1967 г. Изготовлено 18 бриллиантов, крупнейший — 71,73 кар.
- «Гояс» (600 кар) — Бразилия, 1906 г. Изготовлено несколько бриллиантов, крупнейший — 80 кар.
- Sethunya (549 кар) — Ботсвана, 2020 год, рудник Карове[4].
- «Вентер» (511,25 кар) — Южная Африка, 1951 г. Изготовлено 32 бриллианта.
- «Кимберли» (503 кар) — Южная Африка, 1900 г.
- «Виктория» (469 кар) — Южная Африка, 1884 г. Изготовлен бриллиант массой 184,5 кар.
- «Дарсу Варгас» (460 кар) — Бразилия, 1939 г.
- «Низами» (440 кар) — Индия, 1835 г. Изготовлен бриллиант массой 277 кар.
- «Светоч мира» (434 кар) — Сьерра-Леоне, 1969 г.
- «Де Бирс» (428,5 кар) — Южная Африка, 1888 г. Изготовлен бриллиант массой 234,5 кар.

- «Алмаз Регента» («Питт») (410 кар) — Индия, 1701 г.
- «Орлов» (400 кар) — Индия, конец XVII в. — начало XVIII в.. Изготовлен бриллиант массой 189,62 кар. C 1784 г вправлен в Императорский скипетр. Возможный предшественник — «Великий Могол».
- «Красный крест» (375 кар) — Южная Африка, 1948 г. Изготовлен бриллиант массой 205 кар. Был подарен Британскому Красному кресту.
- «Раджа Мальтанский» (367 кар) — Борнео, 1787 г.
- «Первая роза» (353,9 кар) — Южная Африка, 1978 г.
- «XXVI съезд КПСС» (342,5 кар) — найден в Якутии, хранится в Алмазном фонде Московского Кремля[12].
- «Стюарт» (296 кар) — Южная Африка, 1872 г. Изготовлен бриллиант массой 123 кар.
- «Тиффани» («Африканская Звезда») (необработанная масса 287,42 кар) — найден в руднике близ «Кимберли» (Южная Африка) в 1878 году, имеет жёлтую окраску. Приобретён нью-йоркской ювелирной фирмой «Тиффани» (отсюда название), огранён 90 фасетами в Париже. Изготовленный бриллиант имеет массу 128,51 кар.
- «Белый Тавернье» (250 кар) — Индия, XVI в.
- «Звезда Якутии» (232,1 кар) — найден в Якутии в 1973 г., хранится в Алмазном фонде Московского Кремля.
- «Звезда Юга» (201 кар) — Бразилии, 1853 год. Изготовленный бриллиант имеет массой 128,8 карата был приобретен (недостоверно) князь Бароды (Индия).
- «Кохинур» (Кохинор) (186 кар) — первоначально имел круглую форму и массу 186 карат. С XIV века находился во владении индийских раджей и султанов. В 1739 году перешёл к персидскому шаху, который и назвал его Koh-i-noor, что значит «Гора света». Затем камнем завладела Британская Ост-Индская компания, подарившая его в 1850 году английской королеве Виктории. Переогранённый алмаз был вставлен сначала в корону королевы Марии (жены Георга V), а затем в корону королевы-матери Елизаветы, где пребывает и сейчас. Хранится в лондонском Тауэре. Масса после переогранки 108,93 кар

- «Дерианур» (182 кар) — Индия, XVII в. («Море света»). Хранится в Национальной сокровищнице Центрального Банка Ирана.
- «Революционер Иван Бабушкин» (171,15 кар) — найден в Якутии, хранится в Алмазном фонде Московского Кремля.
- «Уинстон» (154,50 кар) — Южная Африка, 1952 г. Изготовлен бриллиант массой 62,05 кар.
- «Великий почин» (135,12 кар) — найден в Якутии, хранится в Алмазном фонде Московского Кремля.
- «Флорентиец» («Великий герцог Тосканы», «Австрийский алмаз») (137,3 кар) — Индия, XVI в.. Ранняя история камня овеяна легендами. В 1657 году он был во владении семейства Медичи во Флоренции (отсюда название). В XVIII веке находился сначала в короне Габсбургов, затем в броши. После Первой мировой войны исчез.
- «Картье» (130 кар) — Африка, 1974 г. Изготовлен бриллиант массой 107 кар (застрахован).
- «Шах Акбар» (116 кар) — Индия, 1618 г. Изготовлен бриллиант массой 71,1 кар.
- «Большая Медведица» (114,37 кар) — найден в Якутии, хранится в Алмазном фонде Московского Кремля.
- «Капля Солнца» (110 кар) — ЮАР, 2010 г., самый крупный насыщенно-жёлтый алмаз в мире. Продан с аукциона в 2011-м году.
- «Мария» (105,98 кар) — найден в Якутии, хранится в Алмазном фонде Московского Кремля.
- «Гастингс» (101,2 кар) — Индия, XVI в.

- «Шах» (88,7 карата) происходит из Индии, ограничен поверхностями спайности, частично отполированными. На камне выгравированы три надписи с именами прежних владельцев, шахов Индии, Великих Моголов и Персии[13]. В 1829 году подарен персидским принцем Хосрев-Мирзой, сыном наследника престола Аббаса-Мирзы, императору Николаю I в числе других сокровищ, призванных погасить долг Персии перед Россией по Туркманчайскому договору 1828 года[14]. Хранится в Алмазном фонде Московского Кремля.
- «Санси» (55 карат). Алмаз появился в Европе в 1570 году. Его приобрёл французский посол в Турции де Санси (отсюда название). С 1906 года им владеет семья Астор, Лондон.
- «Хоуп» (44,5 кар) — синего цвета, появился на рынке в 1830 году и был приобретён в Лондоне банкиром Г. Ф. Хоупом (отсюда название). Предполагается, что это переогранённый камень, похищенный во время Великой французской революции. Владельцы многократно менялись. С 1958 года находится в Смитсоновском институте в Вашингтоне.
- «Нассак» (43,38 кар) — первоначально весил более 90 карат и находился в храме бога Шивы около города Нассак (отсюда название) в Индии. В 1818 году захвачен англичанами как военный трофей. В 1927 году переогранён в Нью-Йорке, находится в частном владении в США.
- «Зелёный дрезденский» (41 кар) — зелёного цвета, считается, что из Индии. В 1700 году попал в коллекцию саксонского курфюрста Августа Сильного. Хранится в музее «Зелёные своды» в Дрездене (Германия).